# Medaille van Soevorov
De Medaille van Soevorov, (Russisch: "Медаль Суворова", Medal Soevorova") werd op 2 maart 1994 door de Russische Federatie ingesteld. Het is een militaire onderscheiding die bestemd is voor soldaten, onderofficieren en luitenants en wordt verleend voor de oorlog en dienst te land. Voor de officieren is er een Orde van Soevorov. De onderscheidingen werden naar de grote Russische veldheer Veldmaarschalk Aleksandr Soevorov (1729–1800) genoemd.
De medaille wordt verleend voor moed tijdens gevechten op het land. De marine en de luchtmacht kennen eigen onderscheidingen voor moed zoals de Medaille van Nachimov en de Medaille van Nesterov. De medaille kan ook voor voortreffelijke dienst tijdens oefeningen en manoeuvres, het verdedigen van de grenzen en voor het steeds gevechtsbereid en paraat zijn worden uitgereikt.
De ronde medaille is van zilver en heeft een diameter van 32 millimeter. Op de voorzijde is Alexander Soevoerov boven een lauwertak afgebeeld, het rondschrift luidt "АЛЕКСАНДР СУВОРОВ".
De keerzijde van de medaille is versierd met gekruiste wapens; een zwaard en een sabel. Daaronder is ruimte voor een serienummer.
De medaille hangt aan een vijfhoekig opgemaakt rood lint met groene biesen.